# أنتونينا دو نورتي
أنتونينا دو نورتي بلدية في ولاية سيارا في المنطقة الشمالية الشرقية من البرازيل.